# WRC Powerslide
WRC Powerslide es un videojuego de carreras de rally desarrollado y publicado por Milestone para Windows, Playstation 3 y Xbox 360, disponible en descarga digital. El juego tiene licencia oficial de WRC, por lo que los autos, los nombres de los pilotos y las pistas disponibles reflejan los reales. Hay tres clases de vehículos disponibles.

## Jugabilidad
La acción es totalmente arcade, con una vista tridimensional en tercera persona. Las carreras se realizan con cuatro autos simultáneamente en la salida y solo es importante terminar primero. Durante la carrera no faltan las colisiones traseras, fuera de pista y partes de los vehículos que se desprenden por los golpes sufridos. El modo multijugador es compatible con hasta cuatro jugadores.
Varios power-up, esenciales para poder ganar carreras, se pueden activar al recolectar los íconos apropiados dispersos en las pistas. Suelen chocar con el coche en cabeza de carrera, o si vas liderando el segundo en la clasificación.
- Salve, reduzca la velocidad del coche a la primera posición.
- Nitro, potente aceleración que dura unos segundos.
- Relámpago, frena considerablemente al coche de delante.
- Tormenta de polvo, disminuye la visibilidad dura varios segundos, útil si vas en cabeza.
- Potencia sonora, un bocinazo muy potente frena y derrapa el coche delante de nosotros.
- Barrera, dura unos segundos y anula los efectos negativos del granizo, rayos y potencia sonora

## Coches
Hay tres clases disponibles, con coches cada vez más potentes. Se obtienen ganando carreras. Hay varias tripulaciones con coches de diferentes libreas disponibles. No se excluye la incorporación de nuevos coches con futuras actualizaciones del videojuego.
Clase 3
- Subaru Impreza WRX Sti
- Mitsubishi Lancer Evolution IX
- Mitsubishi Lancer Evolución X
- Ford Fiesta ST

Clase 2
- Ford Fiesta S2000
- Škoda Fabia S2000
- Proton Satria Neo S2000
- Fiat Abarth Grande Punto S2000

Clase WRC
- Citroën DS3 WRC
- Mini John Cooper Works WRC
- Ford Fiesta RS WRC

## Rally
Hay un total de 24 carreras disponibles y todas se remontan a ocho rallies en el calendario 2012. Como en los rallies reales, incluyen varios tipos de rutas que incluyen arena, tierra, hielo y nieve.
- Rally de Alsacia, Francia 2012
- Rally Guanajuato México
- Rally de los Dioses, Acrópolis Grecia
- Vodafone Rally de Portugal 2012
- Rally de Gales GB 2012
- Rally de Montecarlo
- ADAC Rally Alemania
- Rally Italia Cerdeña 2012